# Salama (Name)
Salama (arabisch سلامة, DMG Salāma) ist ein männlicher Vorname arabischen Ursprungs. Er bedeutet „Sicherheit, Wohlbefinden“. Es ist auch das finnische Wort für „Blitz“. Beide treten auch als Familiennamen auf.

## Namensträger

### Vorname
- Salama Moussa (1889–1958), Literat und Denker der arabischen Welt
- Raouf Salama Moussa (1929–2006), ägyptischer Bakteriologe und Verleger

### Familienname
- Amine Salama (* 2000), französisch-marokkanischer Fußballspieler
- Amr Ezzat Salama (* 1951), ägyptischer Forschungs- und Hochschulminister
- Andraos Salama (1931–2005), ägyptischer koptisch-katholischer Geistlicher, Bischof von Gizeh
- Fathy Salama (* 1969), ägyptischer Musiker
- Hannu Salama (* 1936), finnischer Schriftsteller
- Hasan Salama († 1948), Feldkommandant der palästinensischen Armee im Palästinakrieg von 1948
- Kareem Salama (* 1978), US-amerikanischer Sänger und Musiker
- Pierre Salama (1917–2009), algerischer Klassischer Archäologe
- Sheikh Mohamed Salamah, Koran-Rezitator aus Ägypten
- Tina Salama, kongolesische Journalistin und Aktivistin (Demokratischen Republik Kongo)